# Rebatismo

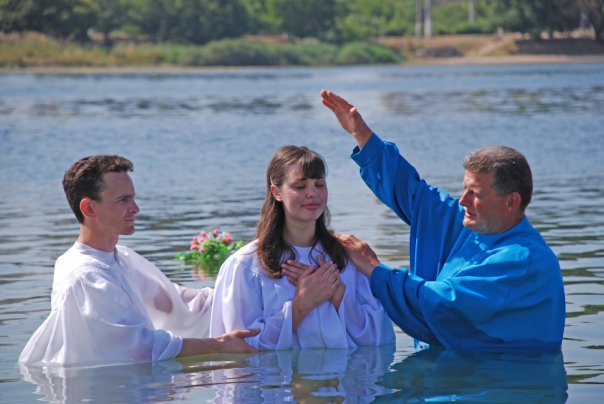
Batismo nas águas

O conceito de Rebatismo não é geralmente visto como a simples repetição de um batismo válido, mas como um primeiro batismo, implicando que a cerimônia realizada anteriormente na pessoa é considerada inválida. Assim, quando uma denominação cristã rebatiza os membros de outra, é um sinal de que há importantes diferenças entre as teologias das duas. Muitas igrejas que praticam o batismo de adultos, como os batistas, as Igrejas de Cristo e as Igrejas Cristãs, irão rebatizar pessoas que foram batizadas como bebês pois consideram o batismo de crianças biblicamente inválido.
Em tempos modernos, a prática está geralmente associada a:
- Aos anabatistas (do grego: ἀνα- - "re-" e βαπτίζω - "batizar").
- Rebatismo no mormonismo.
- Insistência no batismo dos crentes como nas tradições batistas.
- Algumas igrejas pentecostais.

## História
No século IV, a controvérsia se iniciou com a prática dos montanistas de rebatizar os cristãos que renunciaram sua fé durante as perseguições. O ramo majoritário da igreja decidiu que os lapsi não deveriam ser rebatizados por que o sacramento do batismo era irrevogável e deixava uma marca indelével na alma do batizado.
Posteriormente, o rebatismo de arianos foi considerado necessário, pois estes não acreditavam na Santíssima Trindade como definida pelo Concílio de Niceia e o batismo que haviam recebido, portanto, não fora realizado em nome da Trindade da formo como se determinou em Niceia.
Apesar de, em tempos modernos, algumas Igrejas Ortodoxas terem rebatizado católicos, as acusações de que eles o tenham feito em tempos medievais foram descartadas como calúnias latinas contra os ortodoxos orientais. A prática da Igreja Ortodoxa Grega (mas não da Igreja Ortodoxa Russa) mudou dramaticamente em 1755 quando o patriarca de Constantinopla Cirilo V publicou a "Definição da Santa Igreja de Cristo Defendendo o Santo Batismo Dado por Deus e Cuspindo nos Batismos dos Heréticos que Foram de Outra Forma Administrados"; porém, hoje, mesmo os greco-ortodoxos não necessariamente insistem em rebatizar católicos.
Durante a Reforma Protestante, a prática de rebatizar se popularizou por causa dos importantes desacordos sobre o batismo de crianças e a crença de que cada crente deveria "nascer de novo" depois de alcançar a idade adulta. Apesar disso, muitas igrejas reformadas renunciaram à prática do rebatismo de católicos e ortodoxos pela concordância que compartilham na teologia trinitária.
Atualmente, movimentos antitrinitários como os Igreja dos Santos dos Últimos Dias, Pentecostais do Nome de Jesus e Testemunhas de Jeová estão entre os que com maior probabilidade praticarão o rebatismo, essencialmente por rejeitarem a Trindade, em nome da qual os batismos nas correntes majoritárias do cristianismo são administrados. No caso dos Santos dos Últimos Dias, o motivo é a alegação de que sua igreja é a única com a autoridade sacerdotal necessária para realizar ordenamentos salvadores.